# 拉瓦藍調音樂節

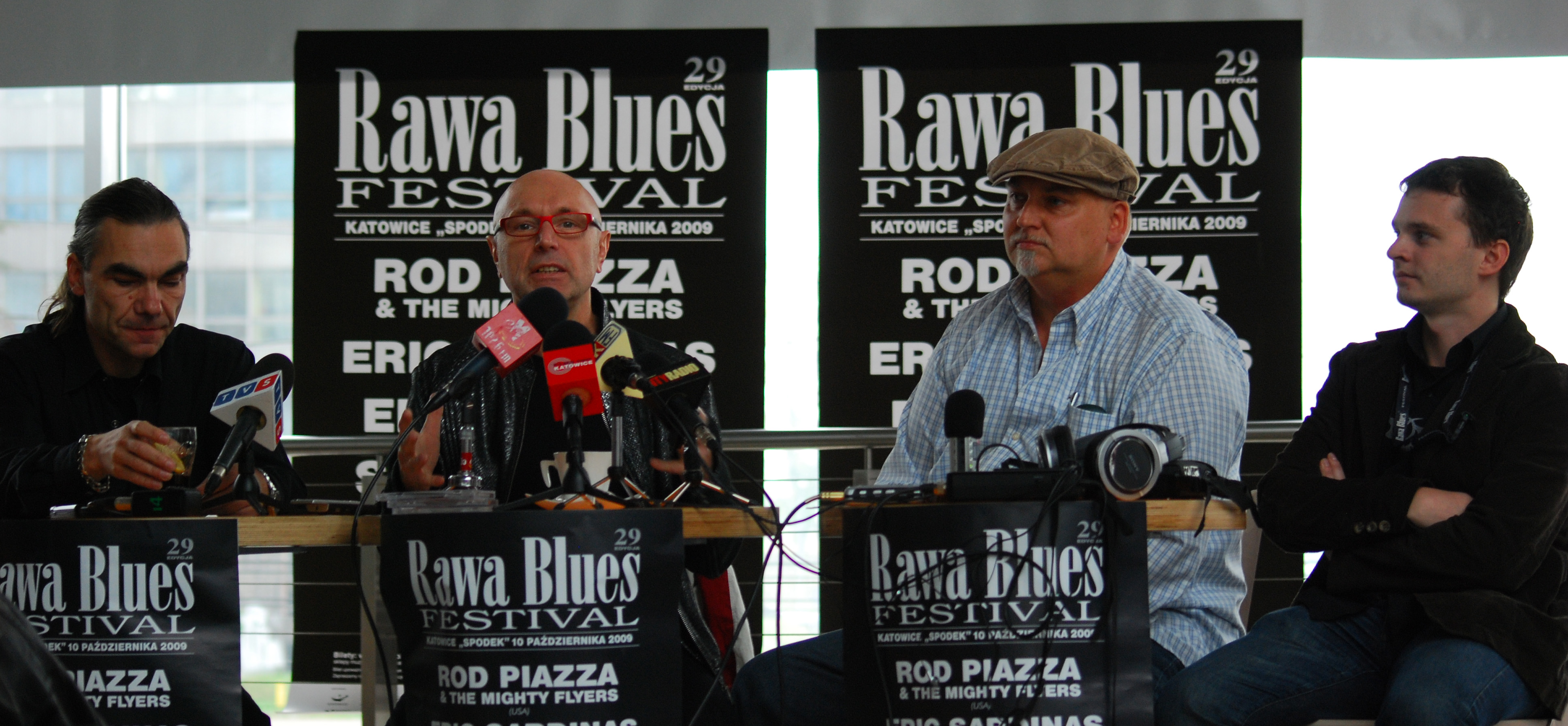
拉瓦藍調音樂節主辦人員於2009年10月6日的記者會現場

拉瓦藍調音樂節是波蘭規模最大、歷史最悠久的藍調音樂節，同時也是世界最大的是內藍調音樂節。活動於1981年首次在卡托維茲體育表演中心「飛碟館」舉辦，名稱則出自流經當地的拉瓦河 (Rawa)。該音樂節的發起人兼主辦者為知名波蘭藍調音樂人伊雷內伍什·杜德克。該音樂節於2012年獲美國藍調基金會頒發「Keeping the Blues Alive 2012」獎。